# وینس اسپادا
 وینس اسپادا (انگلیسی: Vince Spadea؛ زاده ۱۹ ژوئیهٔ ۱۹۷۴) یک تنیس‌باز اهل ایالات متحده آمریکا است.